# 陈列嘉错
陈列嘉措（藏語：འཕྲིན་ལས་རྒྱ་མཚོ，威利转写：'phrin-las rgya mtso，THL：Trinley Gyatso；?—1668年），又作赤列嘉措，西藏官员。和硕特汗国——噶丹颇章第二任第巴。
陈列嘉措在五世达赖喇嘛16岁时担任伴读；九年后，固始汗歼灭藏巴汗的战役，陈列嘉措的兄弟伤重阵亡。陈列嘉措成为布达拉宫南杰扎仓大管家。1658年，索南群培去世后，五世达赖一度匿丧，第三年（1660年）春天，五世达赖喇嘛赐名陈列嘉措为第二任第巴。为了平衡各派势力，五世达赖喇嘛还任命索南群培的弟弟诺尔布作后藏日喀则的第巴。1668年年初，陈列嘉措患病，于二月去世。一个月后，和硕特汗国达颜汗去世。陈列嘉措的侄子是第五任第巴桑结嘉措。
| 前任： 索南群培 | 第巴 1660年—1668年 | 繼任： 罗桑图道 |